# Albert Schneiders

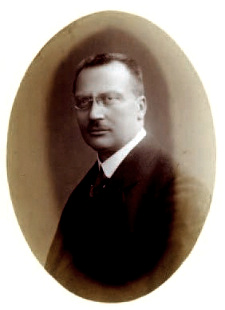
Albert Schneiders

Carl Albert Schneiders (* 1. Mai 1871 in Aachen; † 24. Oktober 1922 ebenda) war ein deutscher Architekt, der hauptsächlich in Aachen tätig war.

## Leben
Albert Schneiders absolvierte ab seinem 17. Lebensjahr eine Zeichnerlehre und war drei Jahre später als Gasthörer an der Technischen Hochschule Aachen eingeschrieben. Seine frühesten bekannten Bauten entstanden ab 1894. Schneiders hatte mit seiner Frau Adele geb. Gereke (1878–1949) neun Kinder, darunter den Maler Carl Schneiders. Familie Schneiders war eng befreundet mit der Familie des Architekten Arnold Königs.
Als Inhaber eines vielbeschäftigten Architektur- und Ingenieurbüros arbeitete Schneiders zeitweise mit seinem Bruder Gottfried zusammen sowie mit vielen jungen Mitarbeitern. Einige von ihnen wurden später selbst sehr erfolgreich, darunter Ludwig Mies van der Rohe (bis 1922 nur Ludwig Mies) von 1904 bis 1905 sowie Emil Fahrenkamp von 1908 bis 1909. Weitere Mitarbeiter waren Franz de Lamotte, Josef Bachmann, Ferdinand Goebbels, Franz Dominick und Heinrich Hansen. Schneiders war gemeinsam mit vielen seiner Bauherren viele Jahre Mitglied des Aachener Museumsvereins, so z. B. auch Schokoladenfabrikant Hermann Josef Monheim, Kunsthistoriker Max Schmid-Burgk und sein eigener Bruder Gottfried Schneiders.
Schneiders starb mit nur 51 Jahren an einem Herzleiden. Das Familiengrab befindet sich auf dem Aachener Ostfriedhof.

## Werk
Schneiders Tätigkeit als Architekt ist geprägt von großem unternehmerischen Geschick sowie von seinem Talent als Baukünstler. In den ersten Jahren bis zur Jahrhundertwende konzipierte Schneiders vor allem im Frankenberger Viertel zahlreiche Bauten, deren Fassaden zeittypisch eklektizistische Mischungen von historistischen Stilen und eigenen Ornament-Schöpfungen zeigen. Seine Bauten heben sich hierdurch und vielfach durch gut durchdachte Grundrisse vom Durchschnitt der Häuser im Frankenberger Viertel ab.

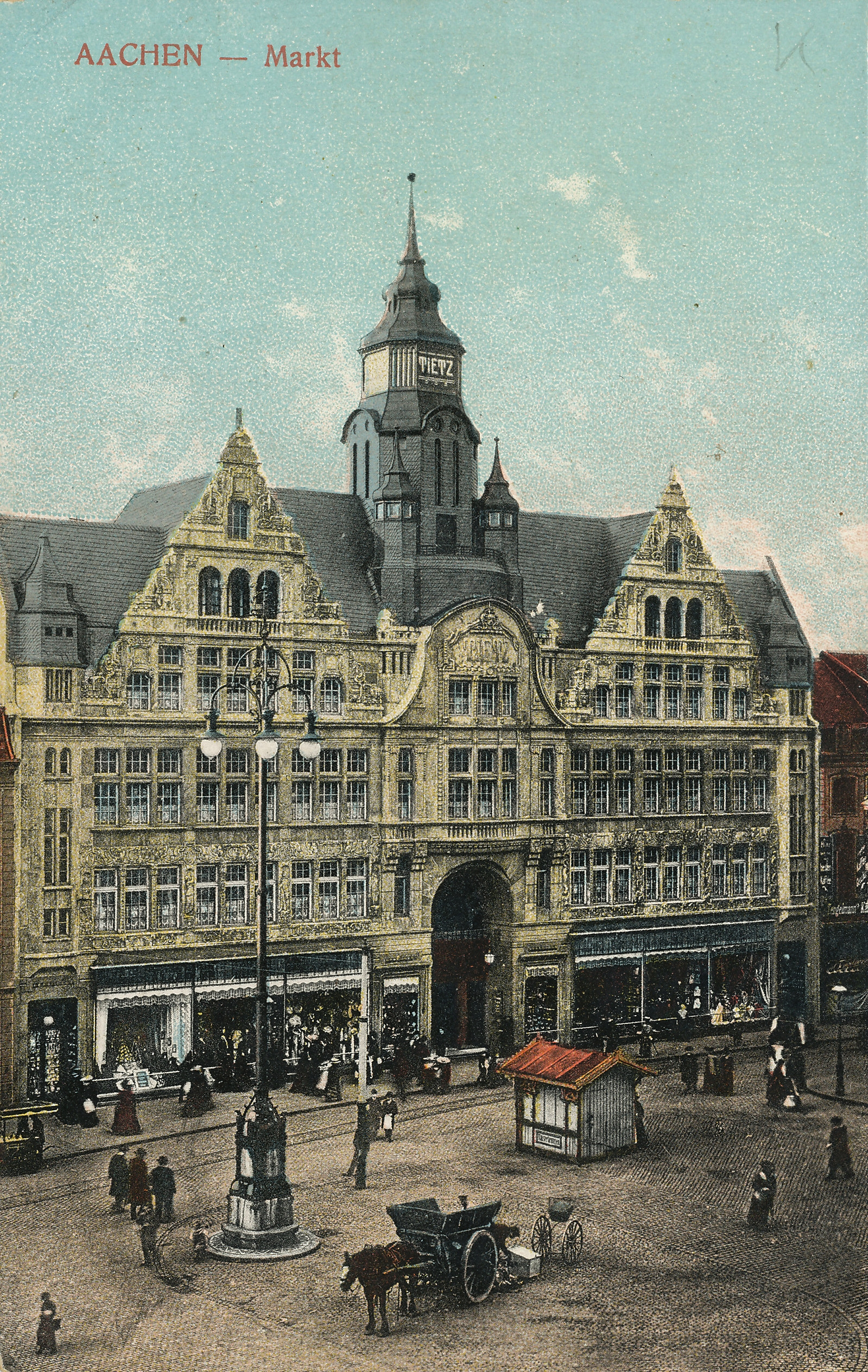
Kaufhaus Tietz in Aachen

Das Büro Schneiders erhielt etwa 1904 den Auftrag, die Aachener Filiale für die Warenhauskette Leonhard Tietz zu planen. Das Bauwerk wurde zunächst im Jugendstil entworfen, dann jedoch mit Rücksicht auf das gegenüber liegende Aachener Rathaus ab 1905 mit einer historistischen Fassade ausgeführt und Ende 1906 eröffnet. Das Warenhaus wurde 1965 abgerissen. Für die Zeichnungen der ornamentreichen Fassade wurde der junge Ludwig Mies im Büro Schneiders eingestellt. Mies arbeitete ebenfalls maßgeblich am von Schneiders erbauten sozialistischen Volkshaus „Zur Neuen Welt“ für den Aachener Sozialdemokraten Joseph Oeben mit, das 1905 an der Alexanderstraße eröffnet wurde und der Arbeiterbewegung und den Gewerkschaften als Gaststätte diente. Das Haus zeigt in seiner schlichten Granitfassade Einflüsse des Reformstils.
Ab 1906 gründete Schneiders mehrere Gesellschaften zur Entwicklung von Bauprojekten und zur Grundstücksspekulation. Die „Villenbau Aachen“ errichtete in der Folge viele größere Wohnhäuser im Aachener Norden. Schneiders selbst nutzte bis zu seinem Tod zwei dieser Häuser an der heutigen Elsa-Brändström-Straße mit seiner Familie als Wohnhaus sowie für sein Architekturbüro. Die dort errichtete Gruppe von sieben Einfamilienhäusern mit den Hausnummern 2–12 orientiert sich formal am „englischen Landhaus“, während kurz danach errichtete Bauten wie die herrschaftliche Wohnhauszeile Rolandstraße 26–34 oder die einfacheren Reihenhäuser Soerser Weg 45–53 schlichte neoklassizistische Formen zeigen. Somit wird deutlich, dass Schneiders stets auf aktuelle Strömungen und Stilvorlieben in der Architektur reagierte.
In seinen letzten Jahren beschäftigte sich Schneiders intensiv mit dem Projekt eines Rhein-Maas-Kanals, von dem aus ein Nebenarm Aachen an das europäische Kanalnetz anschließen sollte. Schneiders veröffentlichte seine Überlegungen zum Trassenverlauf sowie zu technischen Konzepten für Schleusentreppen ohne Wasserverbrauch 1917 in einem Buch.

## Bauten
- 1894: Eigenes Wohnhaus Adalbertsteinweg 178
- 1894: Wohnhaus und Gaststätte Schlossstraße 2
- 1894: Wohnhaus Oppenhoffallee 76
- 1895: Wohnhäuser Adalbertsteinweg 180–182
- 1896: Wohnhaus Oppenhoffallee 98
- 1897: Wohnhäuser Roonstraße 4 und 6 (nicht erhalten)
- 1897: Wohnhausgruppe Viktoriaallee 8–16 (Nr. 12 erhalten, Nr. 10 war das Wohnhaus des Kunsthistorikers Max Schmid-Burgk)
- 1898: Wohnhausgruppe Oppenhoffallee 116–120 und 106–110
- 1899: Wohnhäuser Bismarckstraße 104 und 106
- 1904–1905: Volkshaus „Zur Neuen Welt“, Alexanderstraße 109 (Mitarbeiter: Ludwig Mies (van der Rohe))[3]
- 1904–1906: Warenhaus Leonhard Tietz, Markt 45–47 (Mitarbeiter: Ludwig Mies (van der Rohe), Bauausführung durch die Bauunternehmungen Nikolaus Rueben und Boswau & Knauer, nicht erhalten)[2]
- 1905: Wintergarten des Weinlokals Karlshaus, Theaterplatz 6–8 (nicht erhalten)
- 1904–1906: Wohnhaus Philipp Lewy (Geschäftsführer der Leonhard Tietz AG Aachen), Ludwigsplatz (heute Veltmannplatz) 14 (nicht erhalten)[2]
- 1906: Wohnhaus Hermann Josef Krapoll, Zollernstraße 24
- 1907–1909: Wohnhausgruppe Liebfrauenstraße (heute Elsa-Brändström-Straße) 2–12 (Projektleiter: Emil Fahrenkamp; stark verändert)
- 1910–1912: Wohnhausgruppe Rolandstraße 26–34
- um 1910: Wohnhaus Sammeck, Linderner Bahn 40, Lindern (Geilenkirchen)
- 1912–1915: Wohnhausgruppe Soerser Weg 45–53
- 1912–1915: Villa Purweider Weg 27
- 1914: Villa Margratenstraße 2

## Nicht ausgeführte Planungen
- 1898: Entwurf für die Wohnhäuser Oppenhoffallee 112–114 (später durch andere Architekten errichtet)
- 1913: Gegenentwurf für die neuen Kuranlagen der Stadt Aachen (nicht ausgeführt, stattdessen 1914–1916 von Karl Stöhr errichtet)
- 1913: Bebauungsplan für 430 Wohnhäuser an der Krefelder Straße, Margratenstraße und Emmastraße (heute Passstraße)
- 1911–1917: Planungen für den Rhein-Maas-Kanal